# Kurt Nielsen
Kurt Nielsen (19. listopadu 1930 – 11. června 2011) byl dánský tenista. Byl jediným dánským mužským tenistou, který hrál finále dvouhry grandslamového turnaje (jedinou takovou Dánkou je Caroline Wozniacká). Do finále dvouhry Wimbledonu nastoupil dvakrát v letech 1953 a 1955, oba zápasy prohrál.
Spolu s Američankou Altheou Gibsonovou získal titul na posledním grandslamu sezóny US Championships 1957 ve smíšené čtyřhře.
Jeho vnukem je dánský tenista Frederik Løchte Nielsen.

## Finálová utkání na Grand Slamu – dvouhra
| Stav      | Rok  | Turnaj    | Povrch | Vítěz        | Výsledek      |
| Finalista | 1953 | Wimbledon | tráva  | Vic Seixas   | 9–7, 6–3, 6–4 |
| Finalista | 1955 | Wimbledon | tráva  | Tony Trabert | 6–3, 7–5, 6–1 |